# Смицнюк Іван
Іван Смицнюк (1770—1843) — відставний солдат, захисник прав селян.

## Біографія
Іван Смицнюк народився в липні 1770 року в селі Ямниця в Речі Посполитій.
Був відставним солдатом австрійської армії.
Через надмірні податки з населення села, збирані управителями (Павликовський, Копистинський, Зелінський та Шишковський), громада села відправила свого посланця до австрійського імператора з вимогою допомогти і позбавити сваволю урядників, яким став Іван Смицнюк. Він двічі пішки (1835, 1840) ходив до Відня, а також писав скарги до імператора та окружної комісії.
За ці дії управитель с. Ямниця Міхал Шишковський у 1843 році наказав вбити Смицнюка. Його прив'язали до коней і волокли до того часу поки він не помер.

## Сім'я
Орест Смицнюк — нащадок Івана Смицнюка, священник, письменник і дослідник життя і діяльності Йосифа Сліпого. Автор книг "Перлини сакральної архітектури Гуцульщини"  і "Дорога до витоків" .
Василь Смицнюк — нащадок, священник. 
Андрій Смицнюк — нащадок, викладач української мови в центрі Українських студій Кембриджського університету, засновник благодійної організації Cambridge4Ukraine .
Павло Смицнюк — нащадок, директор Інституту екуменічних студій Українського католицького університету .

## Пам'ять
На сільському кладовищі у 1905 році була встановлена символічна могила-пам'ятник Івана Смицнюка.